# Return To The Silence
「Return To The Silence」（リターン・トゥ・ザ・サイレンス）は、杏里42枚目のシングル。2004年7月21日発売。発売元はコロムビアミュージックエンタテインメント。

## 解説
- 「Return To The Silence」は、TBS系「ジャスト」エンディングテーマとして使用[1][2]。コロムビア移籍第1弾シングル。現在のところ、全アルバム未収録楽曲。

## 収録曲
作詞：吉元由美　作曲：ANRI　編曲：小倉泰治
1. Return To The Silence
  - TBS系「ジャスト」エンディングテーマ
2. 千年の恋
3. Return To The Silence （Instrumental）